# Assassinato de Cinthya Magaly Moutinho de Souza
O assassinato de Cinthya Magaly Moutinho de Souza, uma dentista de 46 anos de idade, ocorreu em 25 de abril de 2013, em São Bernardo do Campo, na Grande São Paulo, Brasil. O crime chocou o país pela sua brutalidade e levantou debates sobre segurança pública e a participação de menores em atos violentos.

## Crime
No começo da tarde de 25 de abril de 2013, três criminosos invadiram o consultório odontológico de Cinthya, localizado na Rua Copacabana, no bairro Anchieta. Após anunciarem o assalto, roubaram os cartões bancários da vítima e dois deles se dirigiram a um posto de gasolina para tentar realizar saques. Ao descobrirem que Cinthya possuía apenas 30 reais na conta, retornaram ao consultório e, em um ato de extrema crueldade, jogaram álcool sobre ela e atearam fogo, resultando em sua morte.

## Investigações, prisões e julgamento
As investigações avançaram rapidamente, levando à prisão de três dos quatro suspeitos na madrugada de 27 de abril de 2013. Jonathan Cassiano Araújo, de 21 anos de idade, foi identificado por imagens de câmeras de segurança de um posto de gasolina onde tentou sacar dinheiro com o cartão da vítima. Vitor Miguel Souza Silva, de 25 anos de idade, e um adolescente de 17 anos de idade também foram detidos e confessaram participação no crime. O quarto suspeito, Tiago de Jesus Ferreira, foi posteriormente detido.
Em 6 de maio de 2014, a 3ª Vara Criminal de São Bernardo do Campo condenou os acusados. Victor Miguel Souza Silva e Tiago de Jesus Pereira receberam penas de 37 anos de prisão cada, enquanto Jonatas Cassiano Araújo foi sentenciado a 36 anos, todos pelos crimes de roubo, extorsão, latrocínio e formação de quadrilha. O juiz Edegar de Sousa Castro destacou que o crime teve grande repercussão social e incentivou delitos semelhantes.

## Repercussão
O assassinato de Cinthya gerou ampla comoção nacional e debates sobre a segurança de profissionais da saúde em seus locais de trabalho. O Conselho Federal de Odontologia manifestou solidariedade à família da vítima e destacou a necessidade de medidas para garantir a segurança dos profissionais.
Além disso, o envolvimento de um menor no crime reacendeu discussões sobre a redução da maioridade penal e a eficácia do Estatuto da Criança e do Adolescente (ECA) em casos de crimes hediondos. Autoridades, incluindo o secretário de Segurança Pública de São Paulo na época, Fernando Grella Vieira, defenderam mudanças no ECA para aumentar o período de internação de adolescentes envolvidos em crimes graves.